# Southern Comfort
Southern Comfort es un licor estadounidense a base de alcohol rectificado con frutas, especias y sabores de whiskey. La marca fue creada en 1874 por el barman de Nueva Orleans Martin Wilkes Heron (1850–1920). y desde el 1 de marzo de 2016 es propiedad de Sazerac Company, habiendo sido producida anteriormente por la Brown-Forman Corporation. Aunque la bebida original contenía whiskey, la fórmula actual solo contiene saborizantes (excepto la versión premium, de nombre "Special Reserve").

## Graduación alcohólica
En EE. UU., Southern Comfort se presenta en versiones 100 US proof (50% de alcohol por volumen), 70 US proof (35%) y 42 US proof (21%). El Southern Comfort Special Reserve, que se encuentra en tiendas duty-free, es una mezcla de Southern Comfort y bourbon y contiene un 80 US proof (40% de alcohol). Southern Comfort Lime, aparecido en verano de 2010 contiene un 27,5% de alcohol (en Reino Unido aparece en 2013 con un 20%) y el Southern Comfort Bold Black Cherry, aparecido durante el verano de 2012, contiene un 35% de alcohol.
Southern Comfort también produce cocteles ya preparados, como el "Southern Comfort Sweet Tea", "Southern Comfort Hurricane" y "Southern Comfort Lemonade", todos ellos 30 proof (15% de alcohol).
Southern Comfort se ha expandido durante los últimos años y ofrece variedades distintas en diferentes puntos del globo como "Southern Comfort Lemonade and Lime" en Reino Unido y "Southern Comfort and Cola" en Australia.